# Diméthylglyoxime
La diméthylglyoxime, ou diacétyldioxime, est un composé chimique de formule HON=C(CH3)C(CH3)=NOH, soit la dioxime du diacétyle CH3COCOCH3. Sa forme neutre est souvent abrégée dmgH2, tandis que sa forme anionique est abrégée dmgH−, « H » indiquant l'hydrogène. Il s'agit d'un solide blanc inflammable.
La dmgH2 est un réactif utilisé pour la détection de divers ions métalliques tels que le cobalt, le nickel et le palladium. Ces complexes de coordination ont un intérêt théorique comme modèles d'enzymes et comme catalyseurs. Des ligands apparentés peuvent être préparés à partir d'autres dicétones telles que le benzile C6H5COCOC6H5.

## Synthèse
La diméthylglyoxime peut être obtenue par nitrosation de la butanone CH3COCH2CH3 par le nitrite d'éthyle O=NOCH2CH3 pour donner de l'éthanol CH3CH2OH et de la diacétylmonoxime (en) HON=C(CH3)COCH3, puis en faisant réagir cette dernière avec de l'hydroxylaminesulfonate de sodium Na+[H2NOSO3]− pour donner le produit final avec du bisulfate de sodium NaHSO4, :

## Applications
La diméthylglyoxime est un agent complexant qui forme des chélates colorés avec des ions métalliques tels que Ni2+, Fe2+, Co2+, Cu2+, Pt2+, Pd2+ et Re7+. Ces complexes peuvent être précipités dans les conditions appropriées de pH et de température. Les complexes de cobalt, de fer, de nickel, de palladium et de rhénium conviennent aux applications de photométrie. La coloration des complexes selon les métaux est la suivante :
| Métal         | Couleur         |
| ------------- | --------------- |
| Nickel(II)    | rouge framboise |
| Cuivre(II)    | violet          |
| Fer(II)       | rouge           |
| Cobalt(II)    | brun-rouge      |
| Palladium(II) | jaune           |
| Platine(II)   | bleu à brun     |
| Plomb(II)     | blanc           |
| Bismuth(III)  | jaune intense   |

En particulier, le bis(diméthylglyoximato)nickel(II) Ni(dmg)2 a une couleur rose à rouge framboise, très peu soluble en solution ammoniacale, permet de doser le nickel(II). Le composé chélaté a une géométrie plane carrée :

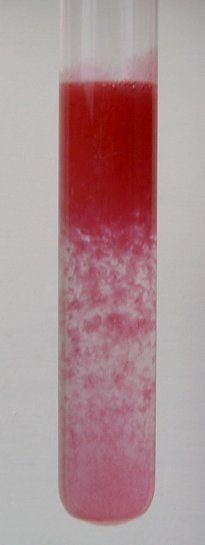

La coloration peut encore être détectée à une concentration de nickel de 0,015 µg/ml. À l'état solide, Ni(dmg)2 forme des empilements moléculaires avec une distance Ni–Ni de 325 pm.